# اگلاپسویک
اگلاپسویک (به لاتین: Aglapsvik) یک منطقهٔ مسکونی در نروژ است که در Lenvik واقع شده‌است.

## خصوصیات
اگلاپسویک ۹ متر بالاتر از سطح دریا واقع شده‌است.